# ساحة رمضان باي

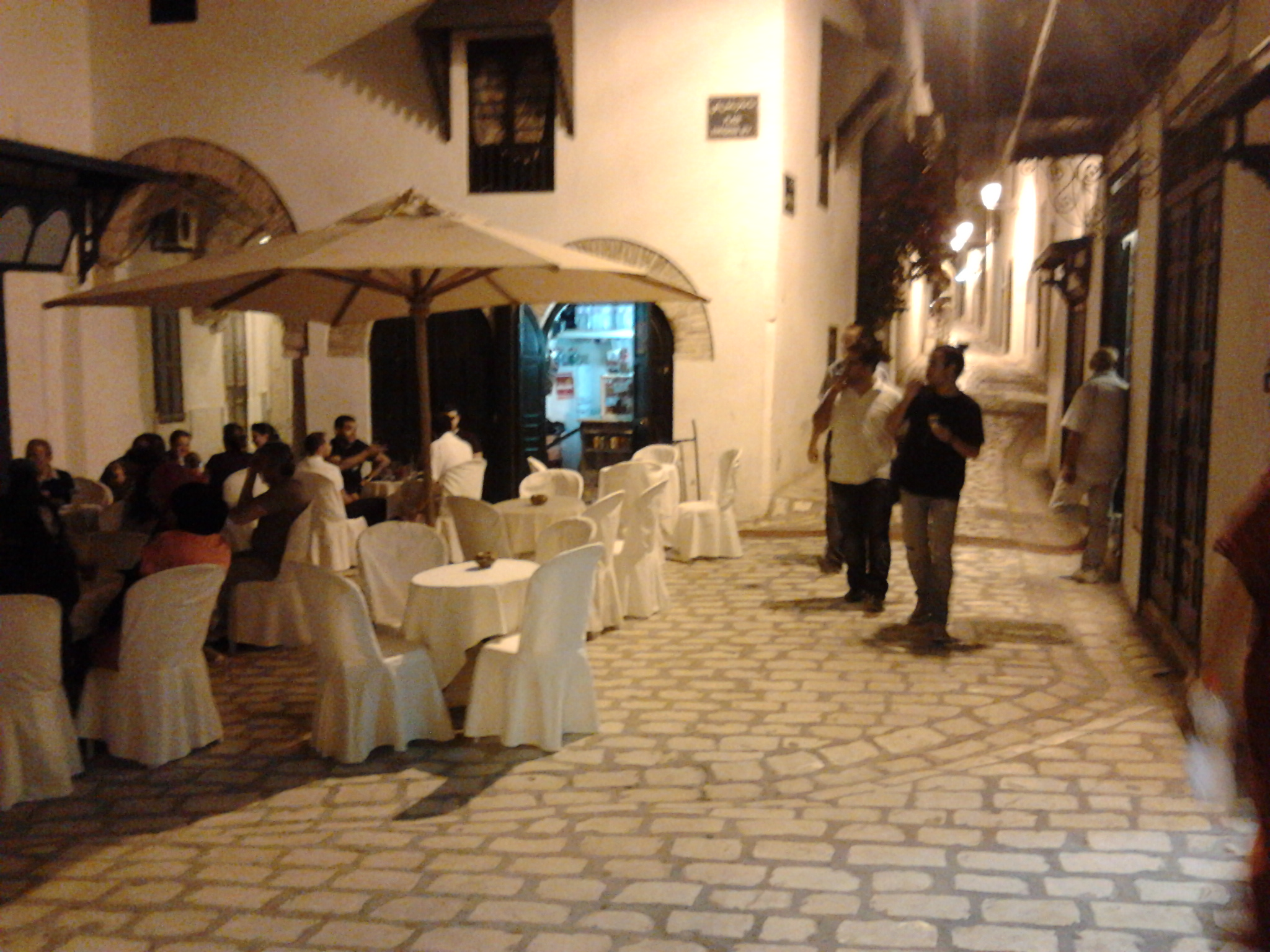
إحدى جوانب ساحة رمضان باي في الليل.

ساحة رمضان باي (بالفرنسية: Place Ramadhan Bey)‏ هي ساحة في مدينة تونس العتيقة في تونس العاصمة في تونس.

تحمل هذه الساحة اسم رمضان باي، حاكم تونس من السلالة المرادية.

## الموقع
تقع ساحة رمضان باي في تقاطع ستة شوارع:
- نهج الباشا.
- نهج الأغا.
- نهج سيدي بن عروس.
- نهج بن نجمة.
- نهج السيدة عجولة.
- نهج بير الحجر.